# Ludwig Rang
Ludwig Maria Franz Rang (* 25. November 1869 in Fulda; † 4. April 1957 in Salmünster) war ein deutscher Forstmeister und Abgeordneter des Provinziallandtages der preußischen Provinz Hessen-Nassau.

## Leben
Ludwig Rang wurde als Sohn des Fuldaer Oberbürgermeisters Franz Rang und dessen Gemahlin Katharina Christine Schantz geboren. Nach seiner Schulausbildung erlernte er den Beruf des Försters und war als Forstmeister in Salmünster tätig. In dieser Funktion oblag ihm die Leitung eines Forstbezirks. Er war politisch aktiv und wurde Mitglied der Deutschen Zentrumspartei. Als deren Abgeordneter zog er 1926 in den Kurhessischen Kommunallandtag des Regierungsbezirks Kassel ein, aus dessen Mitte er ein Mandat für den Provinziallandtag der Provinz Hessen-Nassau erhielt. Rang blieb bis zum Jahre 1929 in den Parlamenten. 